# Michael Stoiber
Michael Stoiber (* Februar 1970 in Heidelberg) ist ein deutscher Politikwissenschaftler an der FernUniversität Hagen.
Stoiber arbeitete als wissenschaftlicher Mitarbeiter in Mannheim und Darmstadt, wo er 2007 bis 2008 auch die Vertretung der Professur „Politisches System der BRD/Vergleich politischer Systeme“ übernahm. 2010 folgte die Vertretung des Lehrstuhls für Politische Wissenschaft III an der Universität Mannheim. Nach seiner Habilitation lehrt er seit Oktober 2010 als Professor an der Fern-Universität Hagen.
Schwerpunkte seiner Forschungs- und Lehre-Arbeiten liegen auf den Gebieten der klassischen Vergleichenden Regierungslehre sowie der Empirischen Demokratieforschung.
Stoiber ist verheiratet und hat zwei Kinder.

## Schriften (Auswahl)
- (mit Heidrun Abromeit) Demokratien im Vergleich. Springer, Wiesbaden 2006. ISBN 978-3-5311-4544-0.
- Die Qualität von Demokratien im Vergleich. Nomos, Baden-Baden 2011. ISBN 978-3-8329-6244-9.